# Venezia Giulia (vino)
I vini IGT Venezia Giulia sono delle seguenti tipologie:
- bianchi, anche nella tipologia frizzante;
- rossi, anche nella tipologia frizzante e novello;
- rosati, anche nella tipologia frizzante;

I vini con questa identificazione devono essere ottenuti da uve provenienti da vigneti composti da uno o più vitigni idonei alla coltivazione per le province di Gorizia, Pordenone, Trieste e Udine, iscritti nel registro nazionale delle varietà di vite per uve da vino, approvato con D.M. 7 maggio 2004 e successivi aggiornamenti.

## Vitigni
L'indicazione geografica tipica, con la specificazione di uno dei seguenti vitigni idonei alla coltivazione così come identificati al comma 2, o del relativo sinonimo, in conformità alle disposizioni previste dagli articoli 6, 8 del decreto 23 dicembre 2009, è riservata ai vini ottenuti da uve provenienti da vigneti composti, per almeno l’85%, dal corrispondente vitigno riportati per ciascuna delle province:
Gorizia:
Cabernet Franc, Cabernet Sauvignon, Cabernet (Cabernet Franc e/o Cabernet Sauvignon), Malvasia istriana , Merlot, Pinot bianco, Pinot grigio, Pinot nero, Refosco dal peduncolo rosso, Ribolla gialla, Riesling renano, Riesling italico, Sauvignon, Terrano, Verduzzo friulano, Chardonnay, Incrocio Manzoni 6.0.13
Moscato giallo, Schioppettino.
Pordenone:
Cabernet Franc, Cabernet Sauvignon, Cabernet (Cabernet Franc e/o Cabernet Sauvignon), Merlot, Pinot bianco, Pinot grigio, Pinot nero, Glera, Refosco nostrano, Refosco dal peduncolo rosso, Ribolla gialla, Riesling renano, Sauvignon, Traminer aromatico, Verduzzo friulano, Chardonnay, Forgiarin, Incrocio Manzoni 6.0.13, Sciaglin, Ucelut.
Trieste:
Malvasia istriana, Merlot, Refosco dal peduncolo rosso, Sauvignon, Terrano, Chardonnay, Pinot bianco, Vitouska.
Udine:
Cabernet Franc, Cabernet Sauvignon, Cabernet (Cabernet Franc e/o Cabernet Sauvignon), Merlot, Pinot bianco, Pinot grigio, Pinot nero, Glera, Refosco nostrano, Refosco dal peduncolo rosso, Riesling renano, Sauvignon, Schioppettino, Verduzzo friulano, Chardonnay, Franconia, Incrocio Manzoni 6.0.13.
Possono concorrere alla produzione dei mosti e dei vini sopra indicati, le uve dei vitigni a bacca di colore analogo, non aromatici, idonei alla coltivazione per le rispettive province sopra indicate, fino ad un massimo del 15%.  I vini con la specificazione di uno dei vitigni di cui
all’allegato 2 del disciplinare possono essere prodotti anche nella tipologia frizzante, e limitatamente ai vitigni a bacca rossa alla tipologia novello. 